# Infante de Portugal

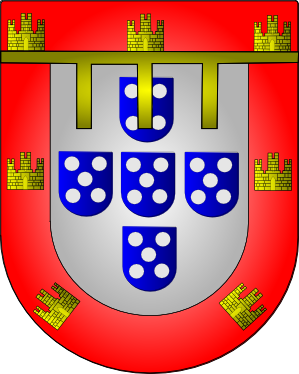
Brasão de armas dos Infantes de Portugal.

Infante de Portugal (no feminino: Infanta), em sentido restrito, o título dos filhos legítimos segundos do monarca e do herdeiro presuntivo da Coroa de Portugal. Em sentido lato, ocasionalmente é também utilizado para designar todos os filhos de um monarca, inclusive os que têm título de Príncipe. O título "Infante" foi também concedido por decreto, a algumas personalidades que apenas estavam ligadas por laço de parentesco de 2.º ou 3.º grau a um monarca.
Até ao reinado de D. João I o título era concedido a todos os filhos legítimos do monarca, inclusive ao herdeiro da Coroa. A partir o daí o herdeiro da coroa passou a diferenciar-se dos irmãos, sendo-lhe atribuído um título especial, o de Príncipe. 
A partir do reinado de D. João IV a filha mais velha do Rei também passa a ter um título especial, o de Princesa da Beira, que recebia mesmo que não fosse herdeira da Coroa.  
A partir do reinado de D. João V as filhas mais velhas dos monarcas, caso não fossem herdeiras do trono, voltaram a receber o simples título de Infantas.
Os Infantes de Portugal têm apenas o tratamento de Alteza (S.A.), em comparação com os Príncipes reais que são tratados por Alteza Real (S.A.R.).
Segue-se a lista dos Infantes de Portugal, incluindo os com o título de Príncipe:

## Dinastia de Borgonha

### Filhos deD. Afonso Henriques
- D. Henrique (primeiro herdeiro de Portugal)
- D. Mafalda (herdeira, depois da morte do Infante D. Henrique)
- D. Urraca (depois da morte da Infanta D. Mafalda, herdeira e, posteriormente, Rainha de Leão)
- Sancha Henriques (Braga ou Guimarães, c. 1095 ou 1097 - 1163).
- D. Sancho (herdeiro, depois Rei)
- D. João
- D. Teresa (depois Condessa da Flandres e, posteriormente, Duquesa da Borgonha)

### Filhos deD. Sancho I
- D. Teresa, a Infanta-Rainha (herdeira de Portugal até ao nascimento do Infante D. Raimundo, depois Rainha de Leão)
- D. Sancha (foi-lhe concedido por D. Sancho I o uso do título de Rainha)
- D. Raimundo (herdeiro)
- D. Constança
- D. Afonso (depois da morte do Infante D. Raimundo, herdeiro e, posteriormente, Rei)
- D. Pedro (depois Conde de Urgel e Senhor das Baleares)
- D. Fernando (depois Conde da Flandres)
- D. Henrique
- D. Branca
- D. Berengária (depois Rainha da Dinamarca)
- D. Mafalda (depois Rainha de Castela)

### Filhos deD. Afonso II
- D. Sancho (herdeiro de Portugal, depois Rei)
- D. Afonso (depois Conde da Bolonha e, posteriormente Rei de Portugal)
- D. Leonor (depois Rainha da Dinamarca)
- D. Fernando, o Infante de Serpa (depois Senhor de Serpa)
- D. Vicente

### Filhos deD. Afonso III
- Roberto de Portugal (1239)
- D. Branca (herdeira de Portugal até ao nascimento do Infante D. Fernando)
- D. Fernando (herdeiro)
- D. Dinis (herdeiro depois da morte do Infante D. Fernando e, posteriormente, Rei)
- D. Afonso
- D. Sancha
- D. Maria
- D. Vicente

### Filhos deD. Dinis I
- D. Constança (herdeira de Portugal até ao nascimento do Infante D. Afonso, depois Rainha de Castela)
- D. Afonso (herdeiro, depois Rei)

### Filhos deD. Afonso IV
- D. Maria (herdeira de Portugal até ao nascimento do Infante D. Afonso, depois Rainha de Castela)
- D. Afonso (herdeiro de Portugal)
- D. Dinis (herdeiro depois da morte do Infante D. Afonso)
- D. Pedro (herdeiro depois da morte do Infante D. Dinis e, posteriormente, Rei)
- D. Isabel
- D. João
- D. Leonor (depois Rainha de Aragão)

### Filhos deD. Pedro I
- D. Luís (herdeiro de Portugal)
- D. Maria (herdeira depois da morte do Infante D. Luís, depois Princesa de Aragão)
- D. Fernando (herdeiro, depois Rei)
- Afonso de Portugal (filho de Inês de Castro, reconhecido Infante posteriormente)
- D. Beatriz (filha de Inês de Castro, reconhecida Infanta posteriormente)
- D. João (filho de Inês de Castro, reconhecido Infante posteriormente)
- D. Dinis (filho de Inês de Castro, reconhecido Infante posteriormente)

### Filhos deD. Fernando I
- Pedro de Portugal
- Afonso de Portugal
- D. Beatriz (depois Rainha de Castela que, ainda posteriormente, reivindicou ser Rainha de Castela e de Leão e de Portugal)

## Dinastia de Avis

### Filhos deD. João I
- Branca de Portugal
- Afonso de Portugal
- D. Duarte (herdeiro de Portugal, depois Rei)
- D. Pedro, o Infante das Sete Partidas
- D. Henrique, o Infante de Sagres
- D. Isabel, a Infanta da Borgonha (Duquesa de Borgonha)
- Branca de Portugal
- D. João, o Infante Condestável
- D. Fernando, o Infante Santo

### Filhos deD. Duarte I
- D. Filipa (herdeira de Portugal até ao nascimento do Príncipe D. Afonso, depois Infanta)
- D. Maria
- D. Afonso (primeiro herdeiro de Portugal com o título de Príncipe, depois Rei)
- D. Fernando (depois, Príncipe herdeiro provisório, no reinado do irmão, D. Afonso V)
- D. Duarte
- D. Leonor (depois Sacra Imperatriz Romana-Germânica)
- D. Catarina
- D. Joana (depois Rainha de Castela e Leão)

### Filhos deD. Afonso V
- D. João (1º), Príncipe de Portugal (Príncipe herdeiro)
- D. Joana, a Santa Joana Princesa (Princesa herdeira até ao nascimento do Príncipe D. João (2º), depois Infanta)
- D. João (2º) (Príncipe herdeiro, depois Rei)

### Filhos deD. João II
- D. Afonso (Príncipe herdeiro)

### Filhos deD. Manuel I
- D. Miguel da Paz (Príncipe herdeiro)
- D. João (Príncipe herdeiro, depois Rei)
- D. Isabel (depois Rainha de Espanha e Imperatriz da Alemanha)
- D. Beatriz (depois Duquesa de Saboia)
- D. Luís
- D. Fernando
- D. Afonso
- D. Maria (1ª)
- D. Henrique (depois Cardeal de Évora e, posteriormente, Rei)
- D. Duarte
- D. António
- D. Carlos
- D. Maria (2ª), Duquesa de Viseu

### Filhos deD. João III
- D. Afonso (Príncipe herdeiro)
- D. Maria Manuela (Princesa herdeira até ao nascimento do Príncipe D. Manuel, posteriormente tornou-se Princesa das Astúrias)
- D. Manuel (Príncipe herdeiro)
- D. Isabel
- D. Beatriz
- D. Filipe (Príncipe herdeiro, depois da morte do Príncipe D. Manuel)
- D. Dinis
- D. João Manuel (Príncipe herdeiro, depois da morte do Príncipe D. Filipe)
- D. António

### Filhos doPríncipe D. João Manuel
- D. Sebastião (Príncipe herdeiro, depois Rei)

### Filhos doD. António I
- Filipa de Portugal
- Luísa de Portugal
- Afonso de Portugal
- Manuel de Portugal (Príncipe herdeiro)
- Cristóvão de Portugal
- Pedro de Portugal
- Dinis de Portugal
- Violante de Portugal
- Antónia de Portugal
- João de Portugal

## Dinastia de Habsburgo

### Filhos deFilipe I
- Diogo Félix (Príncipe herdeiro)
- Filipe (Príncipe herdeiro, depois da morte do Príncipe Diogo Félix, depois Rei de Portugal e de Espanha)
- Isabel Clara Eugénia
- Catarina Micaela
- Maria

### Filhos deFilipe II
- Ana (Princesa herdeira até ao nascimento do Príncipe Filipe, posteriormente Rainha de França)
- Filipe (Príncipe herdeiro, depois Rei de Portugal e de Espanha)
- Fernando

### Filhos deFilipe III
- Baltasar Carlos (Príncipe herdeiro)
- Francisco Fernando
- Maria Ana Antónia
- Maria Teresa (depois Rainha de França)

## Dinastia de Bragança

### Filhos deD. João IV
- D. Teodósio (Príncipe herdeiro, recebendo o título de Príncipe do Brasil a partir de 1645)
- D. Joana (Infanta até 1645, altura em que se tornou a primeira Princesa da Beira)
- D. Catarina (Princesa da Beira depois da morte da Princesa D. Joana e, posteriormente, Rainha de Inglaterra)
- D. Afonso (Príncipe do Brasil depois da morte do Príncipe D. Teodósio e, posteriormente, Rei)
- D. Pedro (depois Rei)

### Filhos deD. Pedro II
- D. João (Príncipe do Brasil)
- D. Francisco Xavier
- D. António Francisco
- D. Teresa Maria
- D. Manuel José
- D. Francisca Josefa

### Filhos deD. João V
- D. José (Príncipe do Brasil)
- D. Carlos
- D. Pedro Clemente (depois Príncipe consorte do Brasil e posteriormente Rei consorte)
- D. Alexande Francisco

### Filhos deD. José I
- D. Maria Francisca Isabel (Princesa da Beira, depois Princesa do Brasil e, posteriormente, Rainha)
- D. Maria Ana Francisca
- D. Maria Francisca Doroteia
- D. Maria Francisca Benedita

### Filhos deD. Maria I
- D. José (Príncipe da Beira e depois Príncipe do Brasil)
- D. João Francisco
- D. João (depois da morte do Príncipe D. José, sucessivamente, Príncipe do Brasil, Príncipe Regente, Príncipe Real de Portugal, Brasil e Algarves, Rei de Portugal, Brasil e Algarves e Imperador Titular do Brasil)
- D. Mariana Vitória
- D. Maria Clementina
- D. Maria Isabel

### Filhos deD. João VI
- D. Maria Teresa (Princesa da Beira até ao nascimento do Príncipe D. Francisco António, posteriormente Rainha de Espanha de jure)
- D. Francisco António (Príncipe da Beira)
- D. Maria Isabel (depois Rainha de Espanha)
- D. Pedro de Alcântara (depois da morte do Príncipe D. Francisco António, sucessivamente, Príncipe da Beira, Príncipe Real de Portugal, Brasil e Algarves, Imperador do Brasil e Rei de Portugal)
- D. Maria Francisca (depois Princesa das Astúrias)
- D. Isabel Maria
- D. Miguel (foi Regente de Portugal na menoridade de D. Maria II e depois Rei de Portugal)
- D. Maria da Assunção
- D. Ana de Jesus

### Filhos deD. Pedro IV
- D. Miguel (Príncipe da Beira)
- D. João Carlos (Príncipe da Beira)
- D. Maria da Glória (Princesa da Beira, depois Princesa Imperial do Brasil, Princesa do Grão-Pará, Princesa Real de Portugal e Rainha de Portugal)
- D. Januária Maria (Princesa Imperial do Brasil e igualmente princesa do Brasil)
- D. Paula Mariana (igualmente princesa do Brasil)
- D. Francisca Carolina (igualmente princesa do Brasil)
- D. Pedro de Alcântara (igualmente príncipe do Brasil, depois príncipe imperial do Brasil e Imperador do Brasil)
- D. Maria Amélia (igualmente princesa do Brasil)

### Filhos deD. Maria II
- D. Pedro (Príncipe Real, depois Rei)
- D. Luís Filipe (depois Rei)
- D. Maria
- D. João
- D. Maria Ana (depois Princesa da Saxónia)
- D. Maria Antónia
- D. Fernando
- D. Augusto
- D. Alexandra de Bragança
- D. Leopoldo
- D. Maria da Glória
- D. Eugénio

### Filhos deD. Luís I
- D. Carlos (Príncipe Real, depois Rei)
- D. Afonso de Bragança (Príncipe Real provisório, depois do assassinato de D. Carlos I e do Príncipe D. Luís Filipe, depois Duque do Porto)

### Filhos deD. Carlos I
- D. Luís Filipe (Príncipe da Beira e, depois, Príncipe Real)
- D. Maria Ana (morreu menina)
- D. Manuel (depois Rei)
- D. Maria Pia (alegadamente; bastarda, reivindicou-se Duquesa de Bragança)

## Reivindicações pós-Monarquia

### Filhos deD. Miguel I
Nascidas durante o período de regência de D. Miguel I:
- D. Maria da Assunção
- D. Maria de Jesus

Nascidos já no exílio de D. Miguel I:
- D. Maria das Neves (Duquesa de São Jaime)
- D. Miguel Januário (Duque de Bragança)
- D. Maria Teresa (Arquiduquesa da Áustria)
- D. Maria José (Duquesa da Baviera)
- D. Aldegundes (Condessa de Bardi)
- D. Maria Ana (Grã-Duquesa de Luxemburgo)
- D. Maria Antónia (Duquesa de Parma)

### Filhos deD. Miguel Januário
- D. Miguel Maria Maximiliano de Bragança
- D. Francisco José de Bragança
- D. Maria Teresa de Bragança
- D. Isabel Maria de Bragança
- D. Maria Benedita de Bragança
- D. Mafalda de Bragança
- D. Maria Ana de Bragança
- D. Maria Antónia de Bragança
- D. Filipa de Bragança
- D. Duarte Nuno de Bragança
- D. Maria Adelaide de Bragança

### Filhos deD. Duarte Nuno
- D. Duarte Pio de Bragança
- D. Miguel Rafael de Bragança
- D. Henrique Nuno de Bragança

### Filhos deD. Duarte Pio
- D. Afonso de Santa Maria de Bragança
- D. Maria Francisca Isabel de Bragança
- D. Dinis de Santa Maria de Bragança